# Eleição municipal de Campos dos Goytacazes em 1996
A eleição municipal de Campos dos Goytacazes em 1996 foi realizada no primeiro turno em 3 de outubro de 1996 para eleger 1 (um) prefeito, mais o vice de seu partido ou coligação e 19 vereadores para a Câmara Municipal. O prefeito e o vice-prefeito eleitos assumiram os cargos no dia 1 de janeiro de 1997 e seus mandatos terminaram no dia 31 de dezembro de 2000. O atual prefeito era Sérgio Mendes, do PDT. O prefeito eleito foi o radialista Anthony Garotinho, do PDT, com 70,61% dos votos válidos no primeiro turno, contra 15,81% de Rockfeller de Lima, candidato do PFL, 6,82% de José Cláudio de Oliveira, candidato do PMDB, e 6% de Luciano Carneiro, candidato do PT. Com 3.029 votos, Paulo Albernaz, do PDT, foi o vereador mais votado entre os dezenove eleitos.
Em 2 de abril de 1998, Anthony Garotinho renunciou ao mandato de prefeito para disputar a eleição ao governo do estado do Rio de Janeiro daquele ano pelo PDT, da qual sairia como vencedor. Em seu lugar, o vice-prefeito Arnaldo Vianna, também do PDT, assumiu o cargo no mesmo dia. Vianna concorreu a reeleição no pleito do ano 2000, quando foi eleito.

## Candidatos
|  | Nº | Candidato(a) a prefeito | Candidato(a) a prefeito                                               | Candidato(a) a vice-prefeito | Candidato(a) a vice-prefeito               | Coligação |
|  | -- | ----------------------- | --------------------------------------------------------------------- | ---------------------------- | ------------------------------------------ | --- |
|  | 12 |                         | Anthony Garotinho (PDT) Anthony William Garotinho Matheus de Oliveira |                              | Arnaldo Vianna (PDT) Arnaldo França Vianna | Sem nome - Partido Democrático Trabalhista (PDT) - Partido Comunista Brasileiro (PCB) - Partido Socialista Brasileiro (PSB) - Partido Verde (PV)                                                                             |
|  | 13 |                         | Luciano Carneiro (PT) Luciano D'Ângelo Carneiro                       |                              | n/d                                        | Sem coligação - Partido dos Trabalhadores (PT) |
|  | 15 |                         | José Cláudio de Oliveira (PMDB) José Cláudio de Oliveira Martins      |                              | n/d                                        | Sem nome - Partido do Movimento Democrático Brasileiro (PMDB) - Partido Trabalhista Brasileiro (PTB) - Partido Renovador Trabalhista Brasileiro (PRTB)                                                                       |
|  | 23 |                         | Euzy Peixoto (PPS) Euzy Moreira Peixoto                               |                              | n/d                                        | Sem coligação - Partido Popular Socialista (PPS) |
|  | 25 |                         | Rockfeller de Lima (PFL) Rockefeller Felisberto de Lima               |                              | n/d                                        | Sem nome - Partido da Frente Liberal (PFL) - Partido da Social Democracia Brasileira (PSDB) - Partido Social Cristão (PSC) - Partido Liberal (PL) - Partido Progressista Brasileiro (PPB) - Partido Social Democrático (PSD) |

## Resultado da eleição para prefeito
| 1º Turno 3 de outubro de 1996   | 1º Turno 3 de outubro de 1996 | 1º Turno 3 de outubro de 1996 | 1º Turno 3 de outubro de 1996 |
| Candidato(a)                    | Vice                          | Votação                       | Votação                       |
| Candidato(a)                    | Vice                          | Total                         | Porcentagem                   |
| ------------------------------- | ----------------------------- | ----------------------------- | ----------------------------- |
| Anthony Garotinho (PDT)         | Arnaldo Vianna (PDT)          | 134.906                       | 70,61%                        |
| Rockfeller de Lima (PFL)        | n/d                           | 30.215                        | 15,81%                        |
| José Cláudio de Oliveira (PMDB) | n/d                           | 13.030                        | 6,82%                         |
| Luciano Carneiro (PT)           | n/d                           | 11.467                        | 6,00%                         |
| Euzy Peixoto (PPS)              | n/d                           | 1.447                         | 0,76%                         |
| Total de votos válidos          | Total de votos válidos        | 191.065                       | 100,00%                       |
| Votos apurados                  |                               |                               |                               |
| Votos válidos                   | Votos válidos                 | 191.065                       | 89,81%                        |
| Votos em branco                 | Votos em branco               | 2.874                         | 1,35%                         |
| Votos nulos                     | Votos nulos                   | 18.799                        | 8,84%                         |
| Total de votos apurados         | Total de votos apurados       | 212.738                       | 100,00%                       |
| Eleitores                       |                               |                               |                               |
| Comparecimento                  | Comparecimento                | 212.738                       | 78,32%                        |
| Abstenções                      | Abstenções                    | 58.884                        | 21,68%                        |
| Total de eleitores              | Total de eleitores            | 271.622                       | 100,00%                       |